# Оберэмбрах
Оберэмбрах (нем. Oberembrach) — коммуна в Швейцарии, в кантоне Цюрих.
Входит в состав округа Бюлах. Население составляет 962 человека (на 31 декабря 2007 года). Официальный код — 0065.